# دهالاگیری
دهالاگیری (به انگلیسی: Dhaulagiri) به معنای «کوهستان سفید» بخشی از رشته کوه‌های هیمالیا می‌باشد که در شمال غربی Pokhara (پُخارا) درناحیهٔ شمال نپال مرکزی قرار گرفته است. ارتفاع آن به ۸۱۶۷ متر می‌رسد. خط الراس منتهی به دهالاگیری بالغ بر ۳۰ کیلومتر می‌باشد و دورادور آن را یخچالها و یخشارها (آبشارهای یخی) فراگرفته‌اند. در کنار برج اصلی کوه چندین تاج بلند قرار دارد که از شرق تا غرب گسترده شده‌اند و هر یک بیش از ۷۲۰۰ متر ارتفاع دارند.

در ۱۳ می ۱۹۶۰ نخستین صعود دهالاگیری توسط تیمی مشترک از کوهنوردان سوئیس، اتریش و نپال صورت گرفت. «کورت دیمبگر»، «پیتر داینر»، «ارنست فورر»، «آلبین شلبرت» به همراه نیما دورجی و ناوانگ دورجی فاتحان نخست کوه بودند. سرپرستی صعود را مکس ایزلین بر عهده داشت. این تیم از مسیر یال شمال شرقی قله را فتح نمود، که امروزه به عنوان مسیرعادی کوه شناخته می‌شود. کورت دیمبرگر از فاتحان نخست کوه پیش از این به همراه هرمان بول قله برودپیک را فتح کرده بود و با صعود دهالاگیری دومین شخصی بود که به دو قله ۸۰۰۰ متری صعود می‌کرد.
در صعود سال ۱۹۶۰ کوهنوردان برای نخستین بار توسط هواپیما به منطقه اعزام شدند، گرچه با سقوط هواپیما در نزدیکی کوهستان برای مدت‌ها اعزام کوهنوردان با هواپیما ممنوع شد.
هم‌اکنون دهالاگیری با بیش از ۳۲۰ صعود و حدود ۵۶ کشته از جمله قلل دشوار و خطرناک هیمالیا به‌شمار می‌رود.
در بهار ۲۰۰۶ سه تن از کوهنوردان ایرانی به نامهای مهدی اعتمادی فر، امیر حسین جابرانصاری و نادر فروتن اقدام به صعود دهالاگیری نمودند که به دلیل شرایط بد آب و هوا تلاش ایشان ناکام ماند. در سال ۲۰۰۹ مهدی اعتمادی فر به صورت مستقل و در دومین تلاش برای صعود به قله دهالاگیری در هیمالیا، نزدیک قله مفقود شد و کسی هیچ نشانی از او پیدا نکرد.
در سال ۱۳۸۹ کوهنورد ایرانی عظیم قیچی ساز موفق شد بدون کپسول اکسیژن به این رشته کوه صعود کند.
کوهنورد ایرانی امیرعلی شهریار در ۱۳ تیر سال ۱۳۹۸ به همراه یک گروه بین‌المللی صعود به قله دهالاگیری در نپال را از مسیر یال شمال شرقی آغاز کرده و پس از گذشت ۲۱ روز از زمان صعود با شرایط بد آب و هوایی و تند بادها مواجه شد و از اولین صعود تابستانی خود بازماند، در زمان تلاش برای بازگشت در حادثه ای از ناحیه زانو دچار آسیب شدید شد، که با کمک و از جان گذشتگی دوستان و هم تیمی‌های خود به پایین منتقل شد.

## صعودکنندگان
- افسانه حسامی فرد در ساعت ۹:۳۵ دقیقه صبح شنبه ۲۰ اردیبهشت ۱۴۰۴ موفق به صعود این قله شد.